# Gelone II
Gelone II (Siracusa, 266 a.C. – Siracusa, 216 a.C.) fu Basileus di Sicilia dal 240 al 216 a.C. con il padre Gerone II.

## Biografia
Si conosce molto poco di lui. Nacque a Siracusa e probabilmente aveva ereditato il carattere prudente del padre e per l'obbedienza ai genitori sacrificò anche le sue ambizioni personali. Forse ricevette il titolo di tiranno nel 240 a.C., affiancando il padre. Quest'ultima informazione è avallata da Archimede, che nel suo trattato Arenario si rivolge a lui come suo re.
Gelone sposò una figlia di Pirro, Nereide, che gli diede un figlio, Geronimo, e una figlia, Armonia.
Si dà poco credito al racconto di Tito Livio nel quale sostiene che Gelone avrebbe voluto abbandonare l'alleanza con i romani dopo la battaglia di Canne, ma che non l'avrebbe potuto fare a causa della morte prematura e che la sua scomparsa sarebbe servita da presagio per lo stesso Gerone.